# Meir (Amberes)

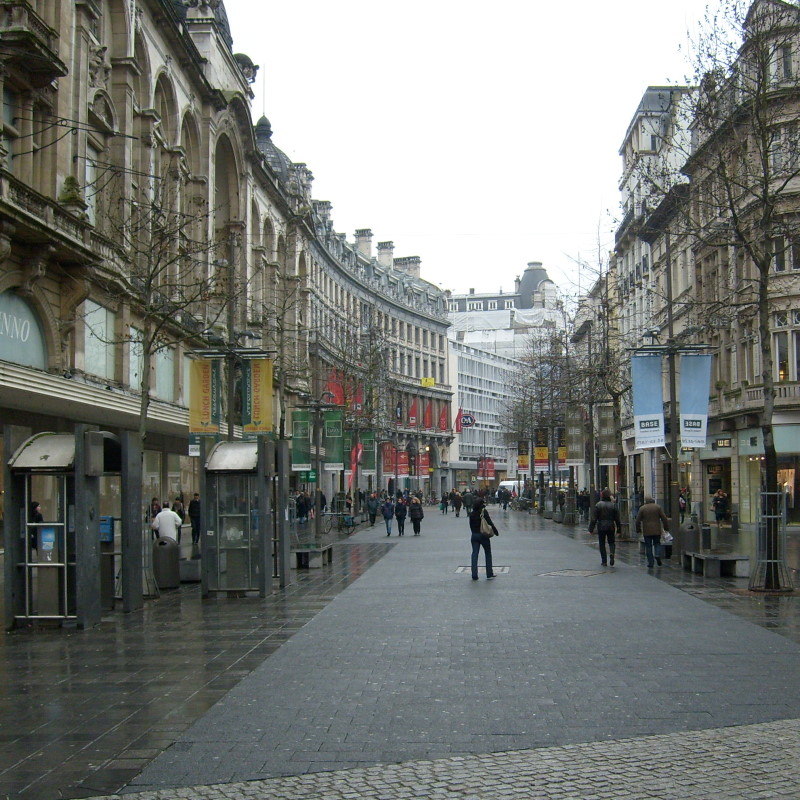
La calle Meir.

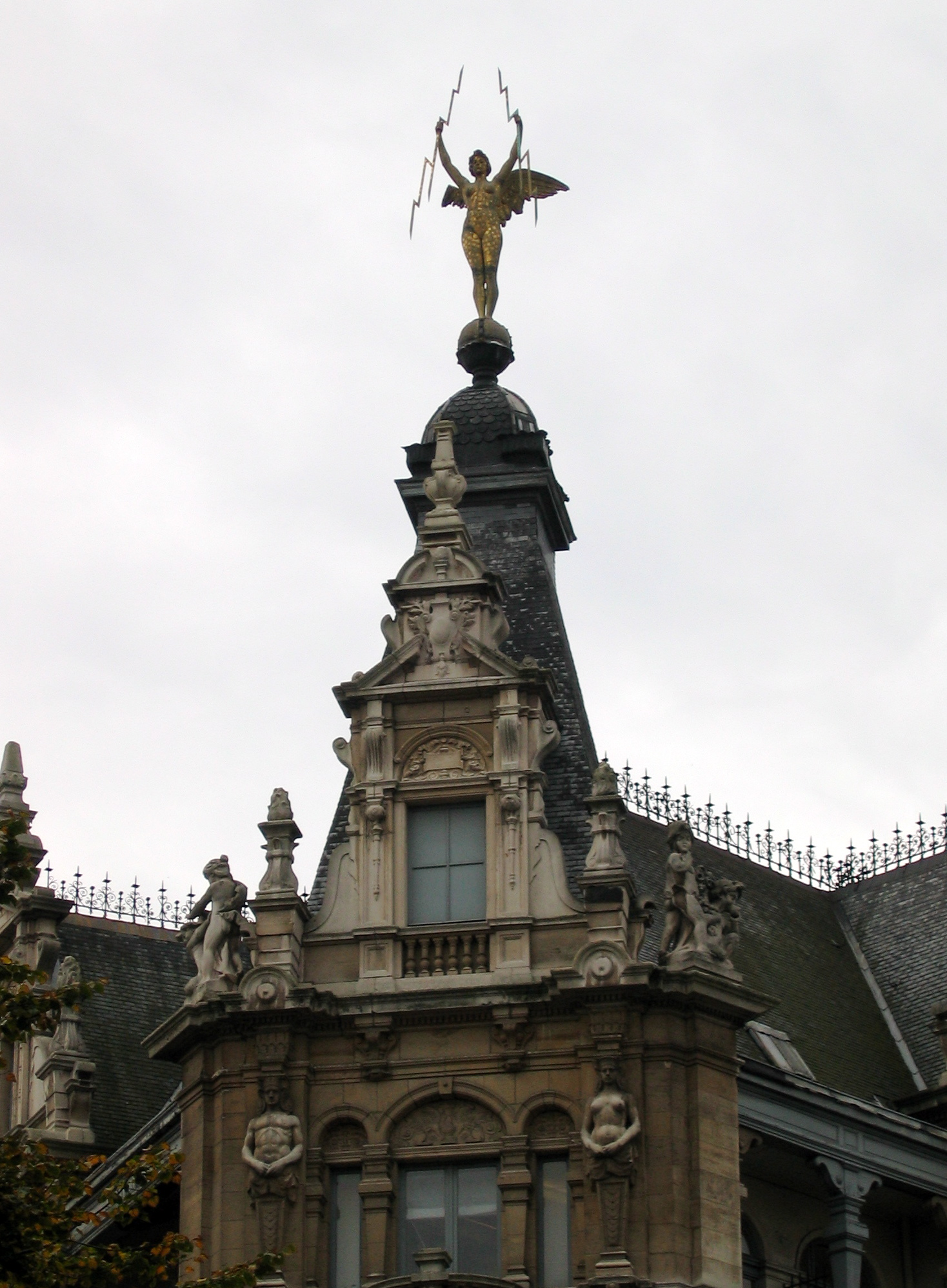
Figura angélica colocada sobre la calle Meir en la intersección de Meir y Jesusstraat.

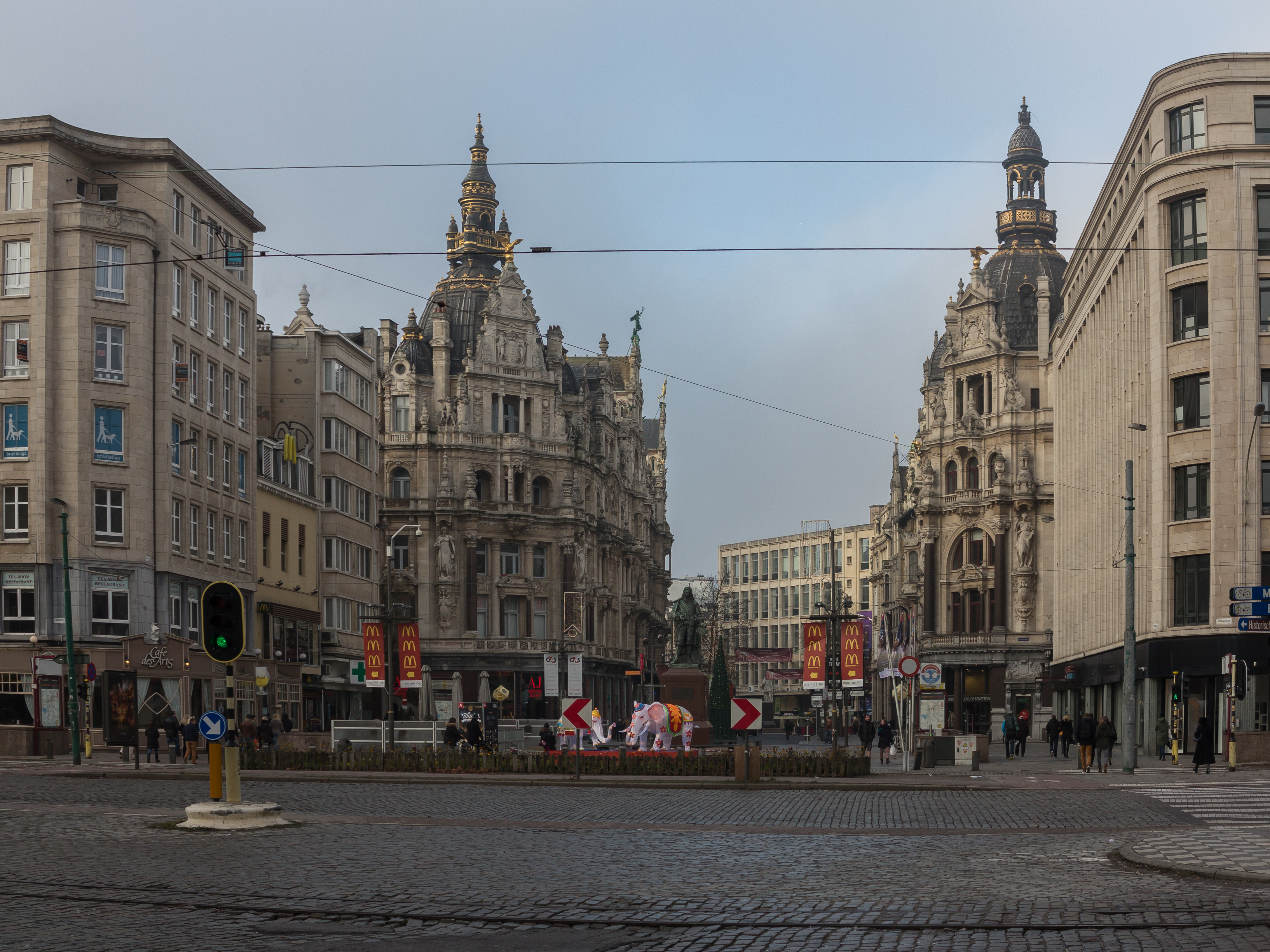
Vista de la calle: Terniersplaats

Meir es la calle de tiendas más importante de Amberes, Bélgica. Es la zona de tiendas más importante del país, tanto por número de compradores como por precios de alquiler. La calle ha sido peatonalizada casi totalmente desde 1993. Situada en el centro de Amberes, Meir conecta el Ayuntamiento con la Estación Central.
Entre 2002 y 2004 fue la calle de tiendas más cara del Benelux. Desde la apertura del histórico centro comercial Stadsfeestzaal en 2007 Meir recuperó esa posición. Es la calle con los alquileres más altos de Bélgica, con una media de 1 700 €/m²/año.
Su nombre procede de la antigua palabra holandesa meere (lago). Meir era antiguamente un "lago de madera" (houtmeer), donde estaba en remojo la madera destinada a uso en mobiliario durante un tiempo.[cita requerida]

## Edificios históricos
- Meir 50: Residencia Real, construida en 1745. Este edificio servía como residencia en Amberes de los Reyes de Bélgica.
- Meir 85: Osterrieth House, construida en 1746 en estilo rococó.

## Alrededores
- El neoclásico Teatro Bourla, construido entre 1827 y 1834 por el arquitecto Pierre Bruno Bourla.
- La Estación Central, completada en 1905 en estilo ecléctico.
- El Ayuntamiento, completado en 1564 en estilo renacentista flamenco-italiano.
- La Bolsa de Comercio, reconstrucción de una de las primeras bolsas de valores del mundo, construida en 1531.
- La Rubenshuis, casa histórica del pintor Rubens.